# Maxime D'Arpino
Maxime D'Arpino (Villeurbanne, 17 juni 1996) is een Frans voetballer die sinds 2020 uitkomt voor KV Oostende. D'Arpino is een middenvelder.

## Carrière

### Jeugd en US Orléans
D'Arpino genoot zijn jeugdopleiding bij AS Université Lyon, AS Saint-Priest en Olympique Lyon. In het seizoen 2013/14 stroomde hij door naar Olympique Lyon B, het tweede elftal van Olympique Lyon in de CFA. In december 2015 ondertekende hij zijn eerste profcontract bij Lyon. In juni 2017 werd D'Arpino samen met Gaëtan Perrin voor een seizoen uitgeleend aan de Franse tweedeklasser US Orléans, die hem op het einde van het seizoen definitief overnam.

### KV Oostende
In juni 2020 ondertekende D'Arpino een contract voor vier jaar bij de Belgische eersteklasser KV Oostende. De Fransman arriveerde met een tandontsteking bij KV Oostende, waardoor hij tijdens zijn eerste weken in België vijf kilo verloor doordat hij enkel yoghurt en puree kon eten, maar groeide hij al gauw uit tot een belangrijke pion op het Oostendse middenveld. In zijn eerste seizoen miste hij slechts één wedstrijd: op de 29e speeldag moest hij geelgeschorst aan de kant blijven tegen KAA Gent.

## Clubstatistieken
| Seizoen         | Club                  | Land               | Competitie             | Competitie | Competitie | Beker | Beker | Supercup | Supercup | Europees | Europees | Totaal | Totaal |
| Seizoen         | Club                  | Land               | Competitie             | Wed.       | Dlp.       | Wed.  | Dlp.  | Wed.     | Dlp.     | Wed.     | Dlp.     | Wed.   | Dlp.   |
| --------------- | --------------------- | ------------------ | ---------------------- | ---------- | ---------- | ----- | ----- | -------- | -------- | -------- | -------- | ------ | ------ |
| 2013/14         | Olympique Lyonnais II | Vlag van Frankrijk | Championnat National 2 | 3          | 1          | 0     | 0     | —        | —        | —        | —        | 3      | 1      |
| 2014/15         | Olympique Lyonnais II | Vlag van Frankrijk | Championnat National 2 | 19         | 1          | 0     | 0     | —        | —        | —        | —        | 19     | 1      |
| 2015/16         | Olympique Lyonnais II | Vlag van Frankrijk | Championnat National 2 | 26         | 5          | 0     | 0     | —        | —        | —        | —        | 26     | 5      |
| 2016/17         | Olympique Lyonnais II | Vlag van Frankrijk | Championnat National 2 | 20         | 2          | 0     | 0     | —        | —        | —        | —        | 20     | 2      |
| 2017/18         | → US Orléans          | Vlag van Frankrijk | Ligue 2                | 23         | 0          | 2     | 0     | —        | —        | —        | —        | 25     | 0      |
| 2018/19         | US Orléans            | Vlag van Frankrijk | Ligue 2                | 15         | 3          | 6     | 1     | —        | —        | —        | —        | 21     | 4      |
| 2019/20         | US Orléans            | Vlag van Frankrijk | Ligue 2                | 21         | 0          | 2     | 0     | —        | —        | —        | —        | 23     | 0      |
| 2020/21         | KV Oostende           | Vlag van België    | Eerste klasse A        | 39         | 1          | 1     | 0     | —        | —        | —        | —        | 40     | 1      |
| 2021/22         | KV Oostende           | Vlag van België    | Eerste klasse A        | 17         | 0          | 2     | 0     | —        | —        | —        | —        | 19     | 0      |
| Carrière totaal | Carrière totaal       | Carrière totaal    | Carrière totaal        | 183        | 13         | 13    | 1     | 0        | 0        | 0        | 0        | 196    | 14     |

Bijgewerkt op 6 december 2021.